# 221 a.C.
Il 221 a.C. (CCXXI a.C. in numeri romani) è un anno  del III secolo a.C.

## Eventi
- Cina - Lo Stato di Qin conquista lo Stato di Qi, l'ultimo dei 6 regni rivali. Ying Zheng re della Dinastia Qin, unificata la Cina, si proclama Primo Imperatore, in quanto primo sovrano cinese in grado di governare tutto il paese. Egli è noto agli storici come Qin Shi Huang o Qin Shi Huangdi. È l'inizio dell'Impero Cinese.
- Annibale, alla morte di Asdrubale il Bello, cognato del padre Amilcare Barca, viene eletto comandante dai soldati dell'esercito cartaginese in Iberia.
- Filippo V diventa re di Macedonia.
- Gaio Flaminio costruisce a Roma un secondo ippodromo, il Circo Flaminio.

## Nati
- Eumene II, sovrano († 160 a.C.)

## Morti
- Antigono III Dosone, re
- Asdrubale Maior, generale e politico cartaginese (n. 270 a.C.)
- Berenice II, regina
- Lucio Cecilio Metello, politico romano